# قرار مجلس الأمن التابع للأمم المتحدة رقم 915
قرار مجلس الأمن التابع للأمم المتحدة رقم 915، الذي تم تبنيه بالإجماع في 4 مايو 1994، بعد إعادة التأكيد على القرار 910 (1994)، أنشأ المجلس، بناءً على توصية من الأمين العام بطرس بطرس غالي، فريق مراقبي الأمم المتحدة في قطاع أوزو للإشراف على انسحاب القوات الليبية من قطاع أوزو بعد صدور رأي محكمة العدل الدولية بأن القطاع جزء من أراضي تشاد.
وأشار المجلس إلى أن الاتفاق الموقع في مدينة سرت الليبية بين البلدين نص على وجود الأمم المتحدة لمراقبة انسحاب ليبيا، مع إعلان عزمها على تعزيز العلاقات السلمية بين الطرفين.
تقرر إنشاء فريق مراقبي الأمم المتحدة في جنيف لفترة واحدة تصل إلى أربعين يومًا، اعتبارًا من اعتماد هذا القرار. وسيتألف من تسعة مراقبين للأمم المتحدة وستة من موظفي الدعم لمراقبة تنفيذ الاتفاق. وحث كلا الطرفين على التعاون مع الأمين العام بطرس بطرس غالي، وخاصة لمنحه حرية الحركة.
كما أقر المجلس بأن فريق مراقبي الأمم المتحدة في جنيف سيحتاج إلى السفر إلى ليبيا عن طريق الجو وسيتطلب ذلك إعفاءً من العقوبات الدولية المفروضة على البلاد وخاصة أحكام القرار 748 (1992). بموجب الفصل السابع من ميثاق الأمم المتحدة، قرر المجلس أن الأحكام لن تنطبق على فريق مراقبي الأمم المتحدة في قطاع أوزو، وطلب من الأمين العام إبلاغ اللجنة المنشأة بموجب القرار 748 بالرحلات التي تم إجراؤها، وإطلاع المجلس على التطورات.

## روابط خارجية
- نص القرار في undocs.org